# Genio di piazza Rivoluzione
(Da un'iscrizione del XIX secolo sul bordo della fontana del Genio di piazza Rivoluzione)
Il Genio di piazza Rivoluzione o Fontana del Genio, anticamente detto Genio del Molo o Genio della Fieravecchia, è una statua del XVI secolo posta su una fontana del XIX secolo che si trova in Piazza Rivoluzione, nel quartiere Fieravecchia a Palermo.
Il Genio di piazza Rivoluzione è una delle otto rappresentazioni monumentali del Genio di Palermo, l'antico nume tutelare della città.
Per il valore simbolico assunto dal Genio di Piazza Rivoluzione durante i moti palermitani che precedettero il Risorgimento, questo monumento è particolarmente importante nella definizione del moderno significato del Genio di Palermo come protettore laico della città.
Tra il 1998 e il 2005 il Genio di Piazza Rivoluzione è stato il simbolo di una manifestazione d'arte contemporanea palermitana intitolata Il Genio di Palermo.
Nel 2009 la Regione siciliana ha inserito il Genio di Piazza Rivoluzione nella Carta regionale dei luoghi dell'identità e della memoria siciliana (8410/2009).
Nel 2019 la Fontana è stata oggetto di uno scrupoloso restauro, finanziato dai soci di Coop Alleanza 3.0 nell'ambito dell'iniziativa Opera Tua, in collaborazione con Fondaco Italia e il Comune di Palermo.

## Storia

### Il Genio al Molo
La scultura del Genio, realizzata nel XVI secolo da uno scultore anonimo, si trovava originariamente nella conca della terza fontana del Molo Nuovo, dove allora si trovavano anche il Cippo Smeriglio e il Convento dei Mercedari.
La statua era chiamata Genio del Molo e fu da molti chiamata così anche successivamente ai vari spostamenti.

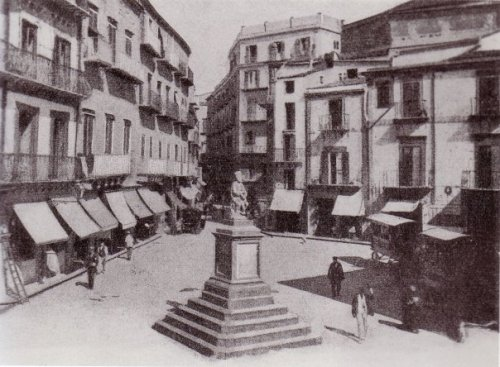
La statua del Genio in Piazza Rivoluzione nel XIX secolo

### Il Genio a Fieravecchia
Anticamente il Piano della Fieravecchia (l'attuale Piazza Rivoluzione) accoglieva una fontana dedicata a Cerere, trasferita successivamente alla passeggiata della Marina dove fu distrutta nel 1816.
Nel 1687 la statua del Genio fu trasferita dalla Fontana del Molo Nuovo al Piano della Fieravecchia, al centro dell'omonimo mercato scomparso, e posta su un piedistallo marmoreo. Venne chiamata Genio della Fieravecchia.
Il mercato Fieravecchia era vicino a via Alloro, che prima delle distruzioni causate dai bombardamenti della Seconda guerra mondiale era una delle vie principali di Palermo. Era quindi uno dei punti centrali della città.

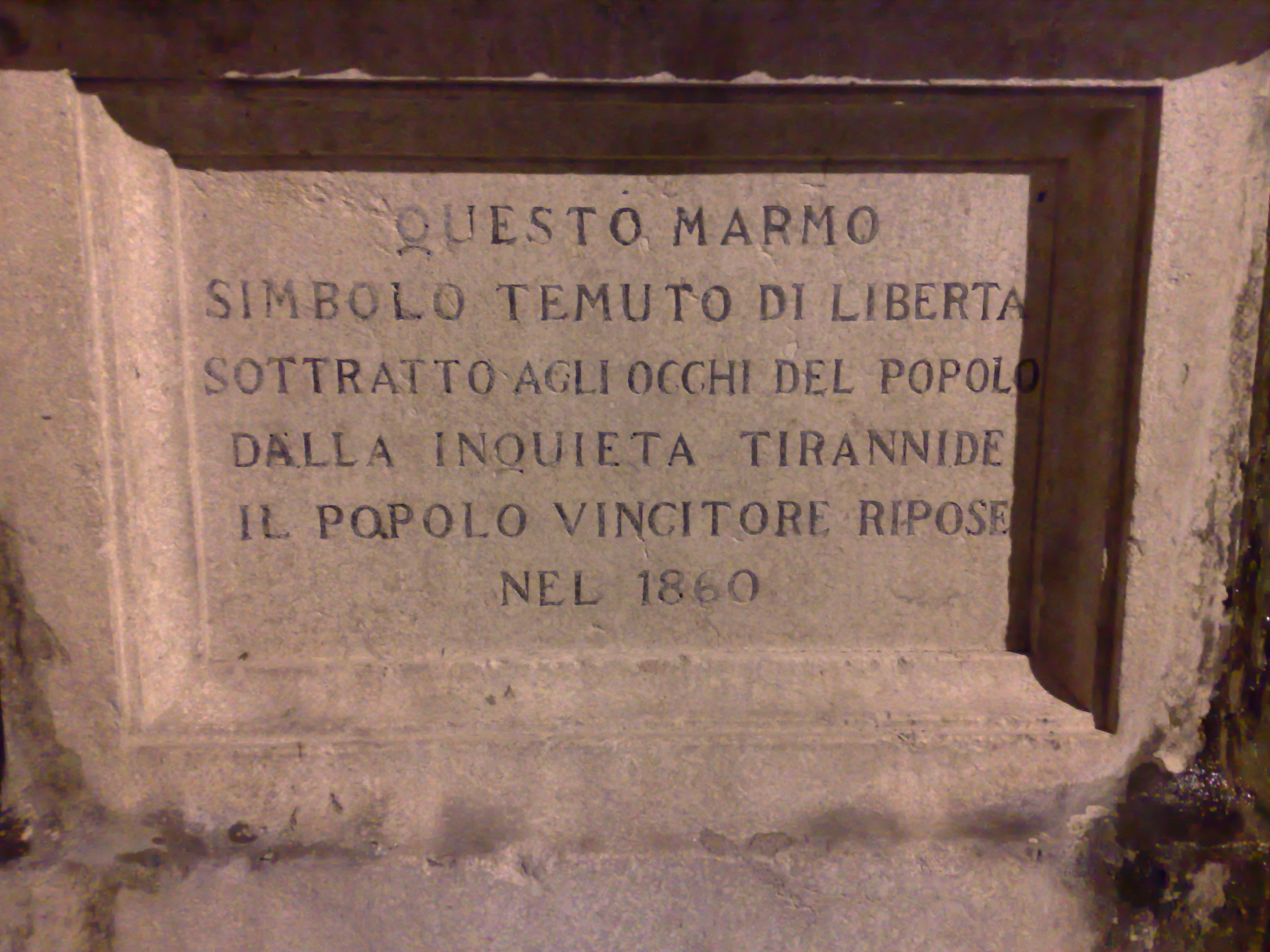
Iscrizione a memoria dei Moti del 1848 e del ritorno della statua sulla piazza nel 1860.

### Il Genio della Rivoluzione
Dopo le interruzioni del Regno delle Due Sicilie con i moti del 1820 e del 1848 la piazza fu teatro di sommosse: il popolo si radunava intorno alla statua per protestare contro i Borboni. I rivoluzionari ammantavano il Genio del tricolore o del tricolore con la versione in cui al centro era presente la Triscele, rendendo il nume personificazione della città e simbolo del desiderio palermitano di libertà. Per evitare ciò, Carlo Filangieri, luogotenente di Sicilia del governo borbonico, nel 1852 decise di spostare la statua nei magazzini municipali dello Spasimo.
Il 7 giugno 1860, con l'arrivo a Palermo di Giuseppe Garibaldi, la statua del Genio di Palermo venne riportata dal popolo sulla piazza, che da allora prese il nome di Piazza Rivoluzione.
Questi fatti rinnovarono l'importanza simbolica del Genio di Palermo e il suo ruolo sociale di protettore laico della città, complementare alla protettrice religiosa di Palermo, Santa Rosalia.
Alla fine del XIX secolo venne ripristinata la fontana e ai lati della vasca vennero poste quattro targhe commemorative: due per la sommossa del 12 gennaio 1848 e due in memoria del ritorno sulla piazza del Marmo Simbolo di Libertà.

## Descrizione
La fontana, del XIX secolo, è costituita da una vasca circolare bassa bordata da una cancellata in ferro, al suo interno è collocata una vasca marmorea dal bordo alto e a struttura quadrata. Sui quattro lati vi sono targhe a memoria dei moti del 1848, mentre dagli angoli protendono quattro estensioni circolari della vasca.
Nella vasca si erge un monticello roccioso su cui troneggia una piccola statua in marmo di Carrara, opera di ignoto del XVI secolo, raffigurante il Genio di Palermo, antico e misterioso nume tutelare della città, raffigurato come un uomo maturo e barbuto, con gli occhi rivolti al cielo in direzione sud.
Il nume, incoronato e ricoperto da un manto, regge tra le braccia un serpente che si nutre al suo petto. La statua ha i piedi in una piccola vasca marmorea da cui sgorga l'acqua.

### Galleria d'immagini

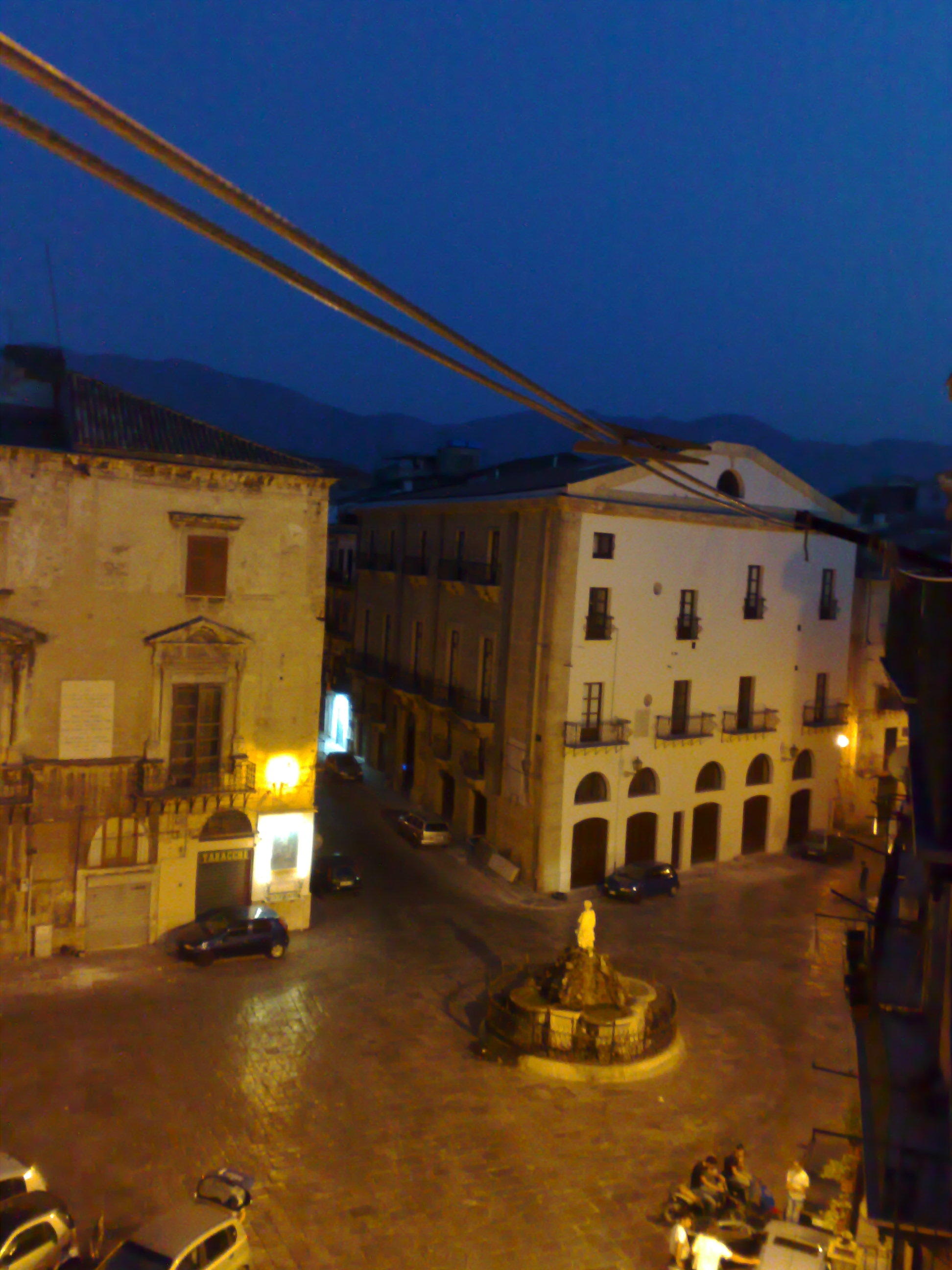
Veduta da nord su Piazza Rivoluzione.
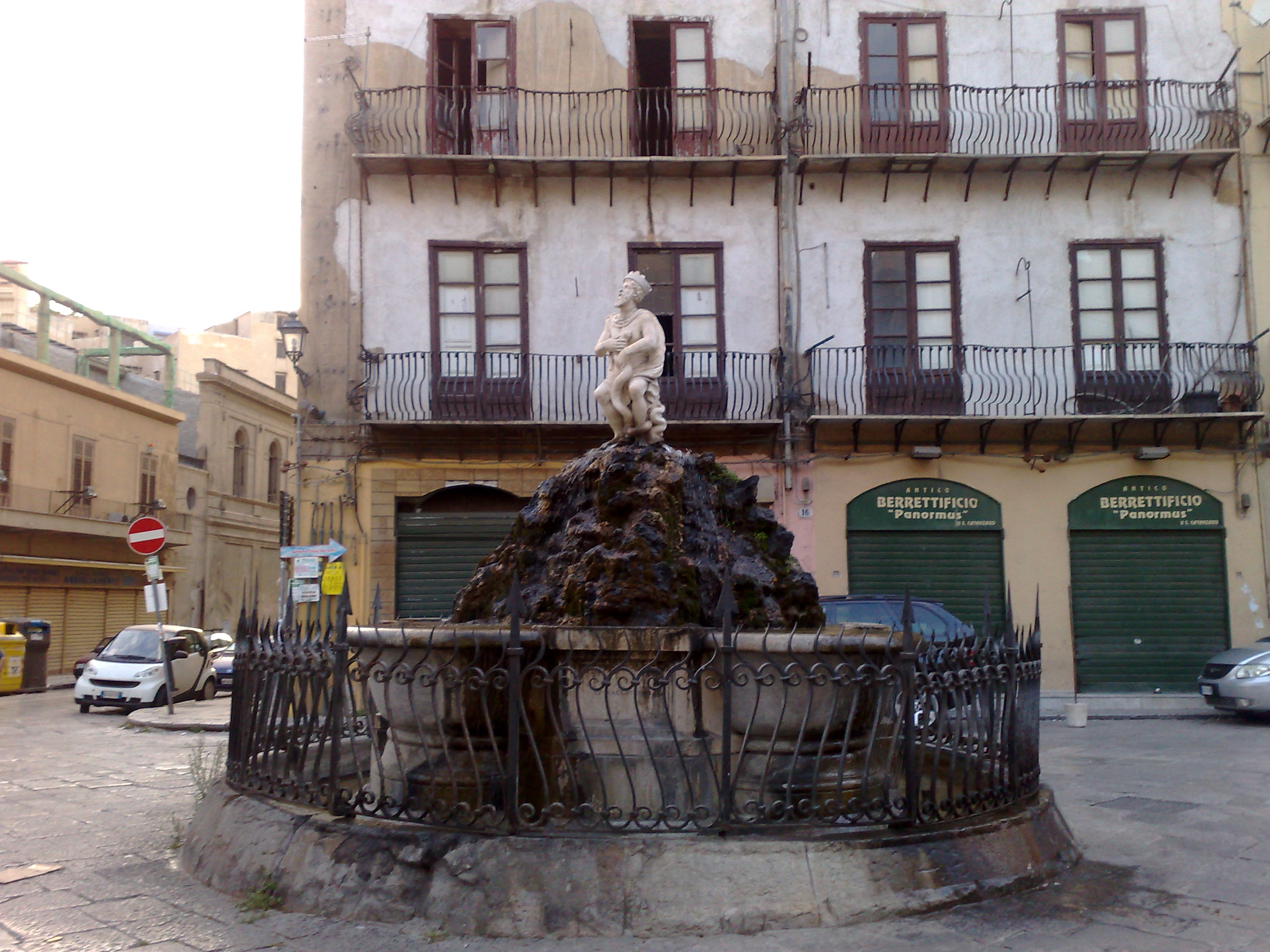
Fontana del Genio di Piazza Rivoluzione.
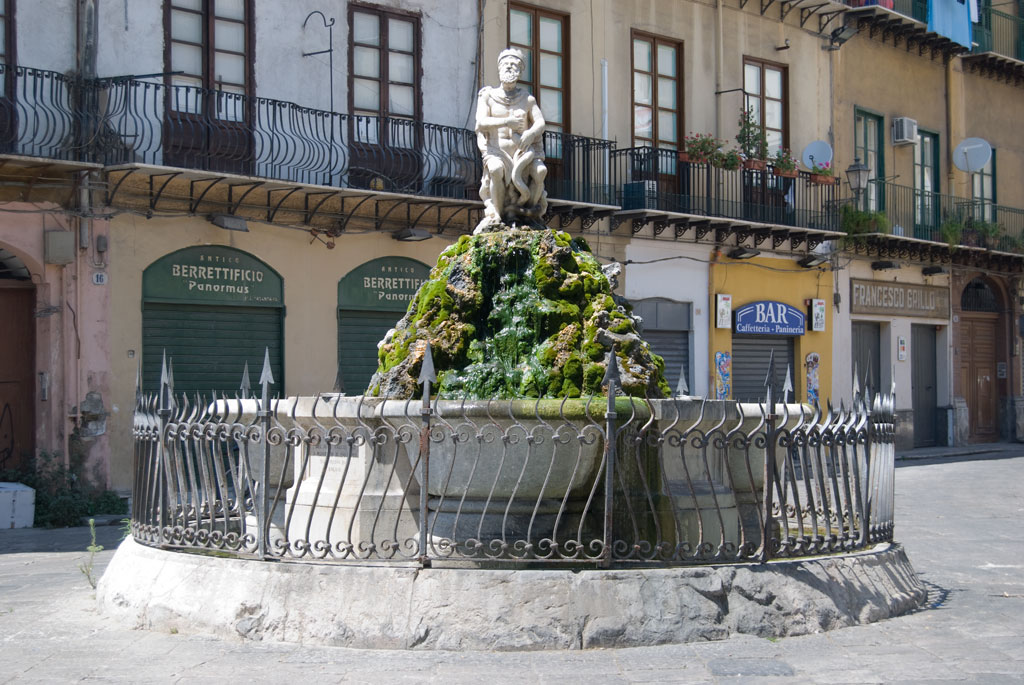
Fontana del Genio di Piazza Rivoluzione nel 2010.
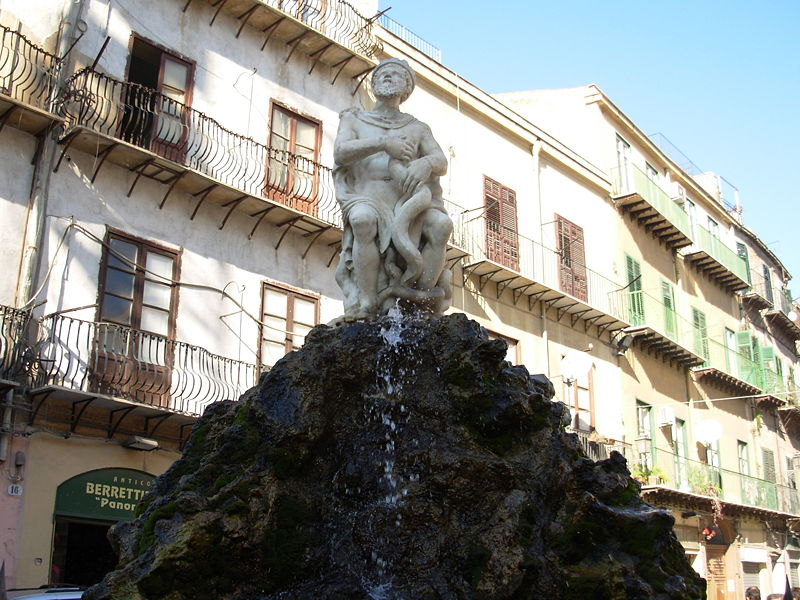
Fontana del Genio
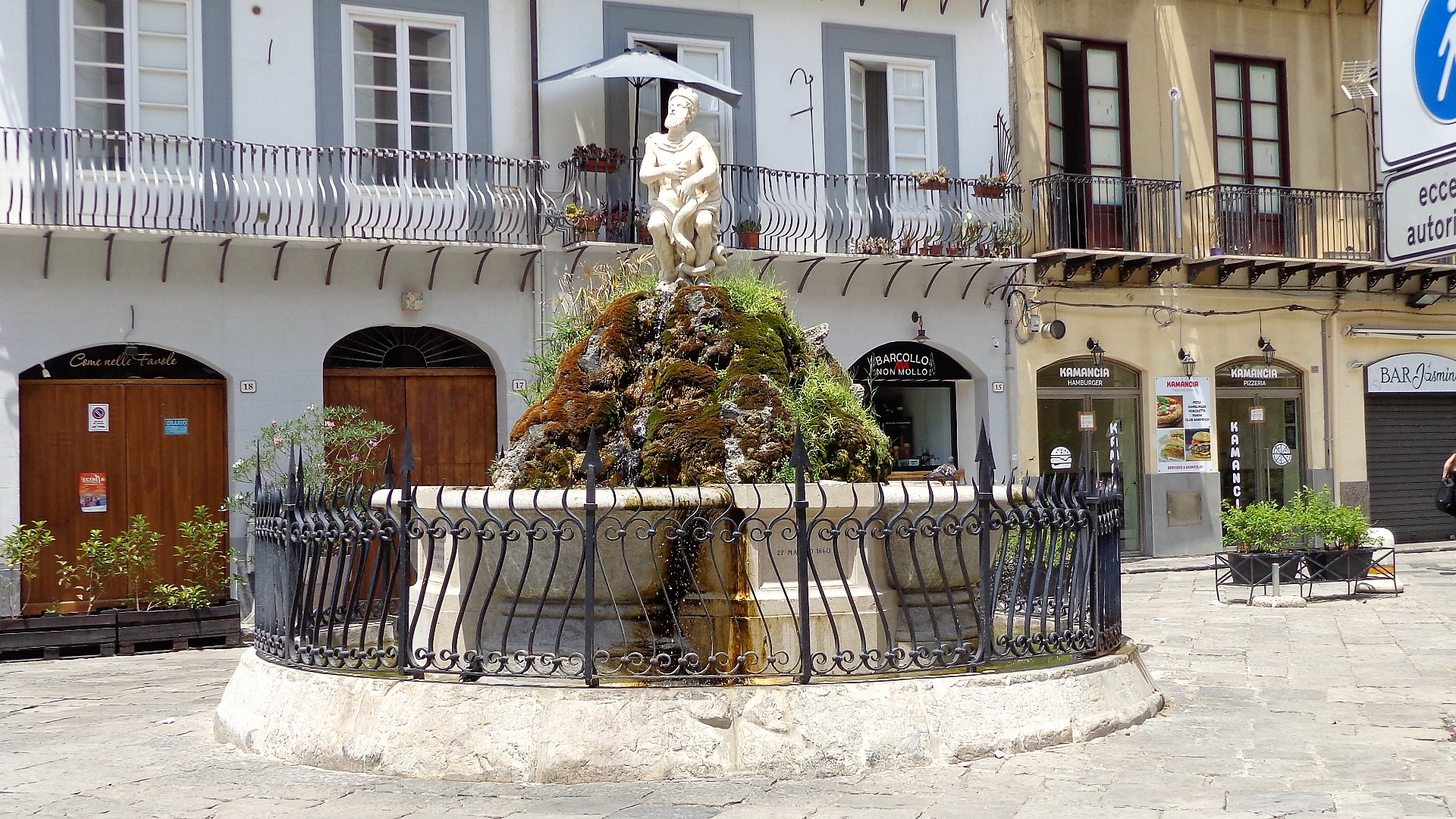
Fontana.
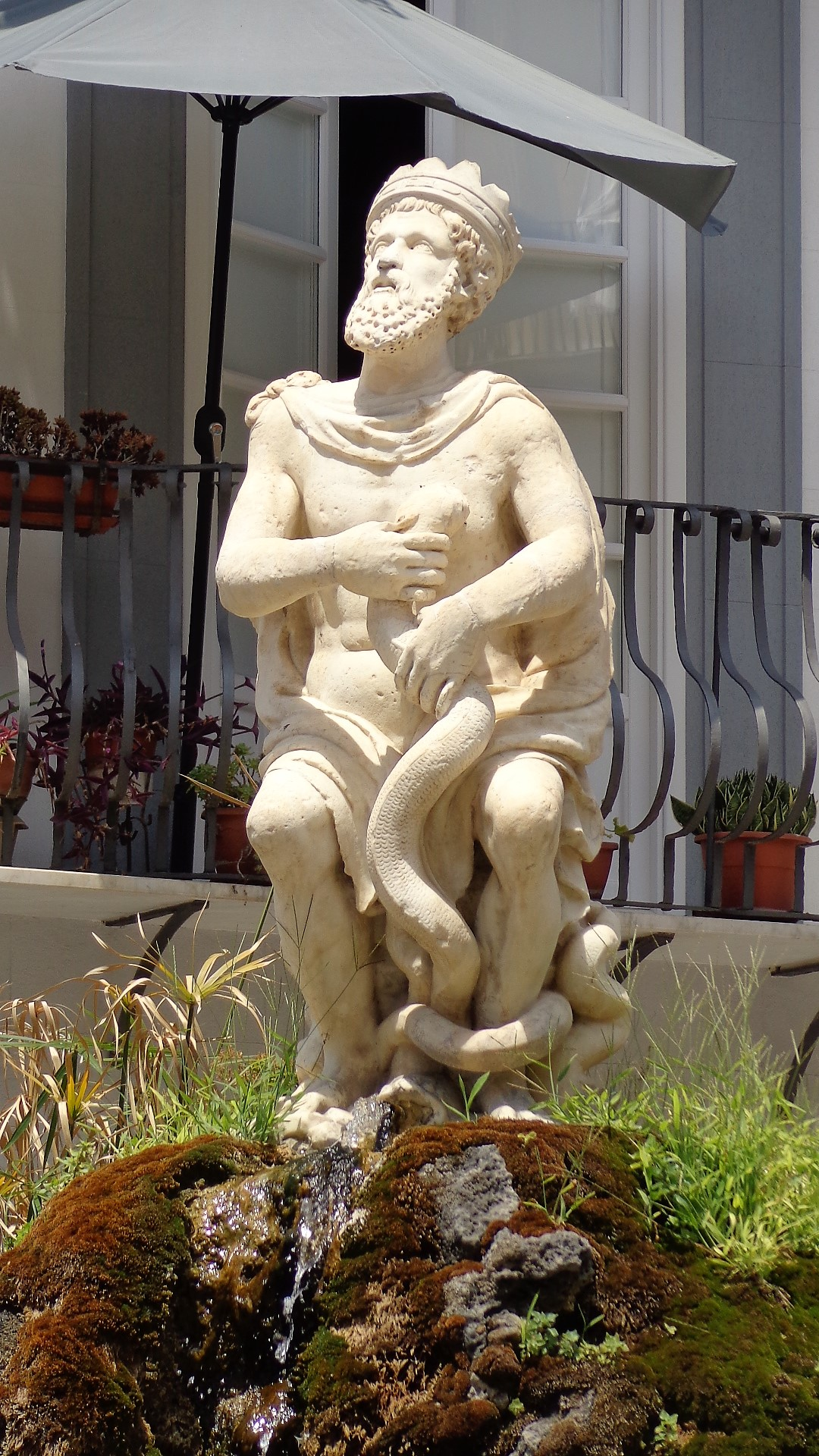
Statua.